# Championnats du monde de cyclisme sur piste 1936
Navigation
Bruxelles 1935 Copenhague 1937
Les Championnats du monde de cyclisme sur piste 1936 ont eu lieu du 28 août au 6 septembre à Zurich, en Suisse. Les compétitions se sont déroulées au vélodrome de Zurich-Oerlikon.

## Résultats

### Podiums professionnels
| Compétition | Or                    | Argent                   | Bronze                   |
| ----------- | --------------------- | ------------------------ | ------------------------ |
| Vitesse     | Jef Scherens Belgique | Louis Gérardin France    | Albert Richter Allemagne |
| Demi-fond   | André Raynaud France  | Charles Lacquehay France | Georges Ronsse Belgique  |

### Podiums amateurs
| Compétition | Or                      | Argent                | Bronze                 |
| ----------- | ----------------------- | --------------------- | ---------------------- |
| Vitesse     | Arie van Vliet Pays-Bas | Pierre Georget France | Henri Collard Belgique |

## Tableau des médailles
| Rang | Nation    | Or | Argent | Bronze | Total |
| ---- | --------- | -- | ------ | ------ | ----- |
| 1    | France    | 1  | 3      | 0      | 4     |
| 2    | Belgique  | 1  | 0      | 2      | 3     |
| 3    | Pays-Bas  | 1  | 0      | 0      | 1     |
| 4    | Allemagne | 0  | 0      | 1      | 1     |

## Liste des engagés
D'après L'Auto et L'Athlète :
Vitesse amateurs
 États-Unis. — A. Sellinger, E. Logan. 
 Belgique. — Henri Collard, Roger Pirotte, J. Hendrickx, P. Cools.
 Danemark. — O. Magnussen, Heino Dissing, Chr. Nielsen. A. Pedersen, Bjorn Stieler, É. Friis.
 Allemagne. — C. Lorenz, H. Hasselberg, H.Born, E. Ihbe, Karl Klöckner (de).
 Royaume-Uni. — Charles B. Helps.
 France. — L. Chaillot, P. Georget, G. Renaudin, Matton
 Pays-Bas. — A. Van Vliet, J. Van der Voort. 
 Japon. — Ishizuka, Kunlml, Murakami, Demiya.
 Italie. — B. Pola, F. Furini, Severino Rigoni, Bruno Loatti, C. Legutti.
 Norvège. - Haakon Sandtorp.
 Autriche. - A. Mohr, P. Dusika. 
 Hongrie. — L. Orczan, Imre Györffy. P. Pelvassy, M. Nemeth.
 Tchécoslovaquie. — J. Konarek.
 Suisse. — Werner Wägelin, F. Ganz, K. Burkhart, A. Kaegi. F. Reischer.
Vitesse professionnels
 Australie. — H. Smith, E. Smith. 
 Belgique. — Jef Scherens, Jacques Arlet. 
 Danemark. — Willy Falck Hansen, Anker Meyer Andersen, Werner Grundahl (en).
 Allemagne. — A. Richter, M. Engel. P. Steffes. W. Rieger, T. Merkens.
 France. — Louis Gérardin, Lucien Michard, Lucien Faucheux, Marcel Jézo (remplaçant).
 Pays-Bas. — Jack van Egmond. A. Van der Linden, Gerard Leene.
 Italie. —  Avanti Martinetti, F. Battesini, Pietro Linari, Mario Bergamini, Bruno Pelizzari, Nino Mozzo 
 Pologne. - Henryk Szamota.
 Suisse. — Joseph Dinkelkamp, W. Kaufmann. E. Von Dach, E. Bühler, R. Alt.
Demi-fond
 Belgique. — G. Ronsse, G. Geers 
 Danemark. — Mogens Danholt. 
 Allemagne. — E. Metze, P. Krewer, E. Möller. 
 France. — Ch. Lacquehay. A. Raynaud, G. Paillard.
 Pays-Bas. — H. J. Alkema. J. J. Snoek. 
 Italie. — E. Servergnini, Gianni Manera., A. Canazza.
 Suisse. — H. Gilgen, H. Suter, Türel Wanzenried (en).
 Espagne. — A. Prieto.